# زیردریایی کلاس کلواری
زیردریایی کلاس کلواری (به انگلیسی: Kalvari-class submarine) یک کلاس از زیردریایی است که طول آن ۹۱٫۳ متر (۲۹۹ فوت ۶ اینچ) می‌باشد.